# Estação Juan Bosch
A Estação Juan Bosch é uma das estações do Metrô de Santo Domingo, situada em Santo Domingo, entre a Estação Juan Pablo Duarte e a Estação Casandra Damirón. Administrada pela Oficina para el Reordenamiento del Transporte (OPRET), faz parte da Linha 1.
Foi inaugurada em 30 de janeiro de 2009. Localiza-se no cruzamento da Avenida Máximo Gómez com a Rodovia 3.